# Greifswalder Boddenrandschwelle
Die Greifswalder Boddenrandschwelle ist eine Untiefe im Übergangsbereich zwischen dem Greifswalder Bodden und der offenen Ostsee. Die Boddenrandschwelle wurde zusammen mit Teilen der Pommerschen Bucht als FFH-Gebiet gemeldet.

## Geographie

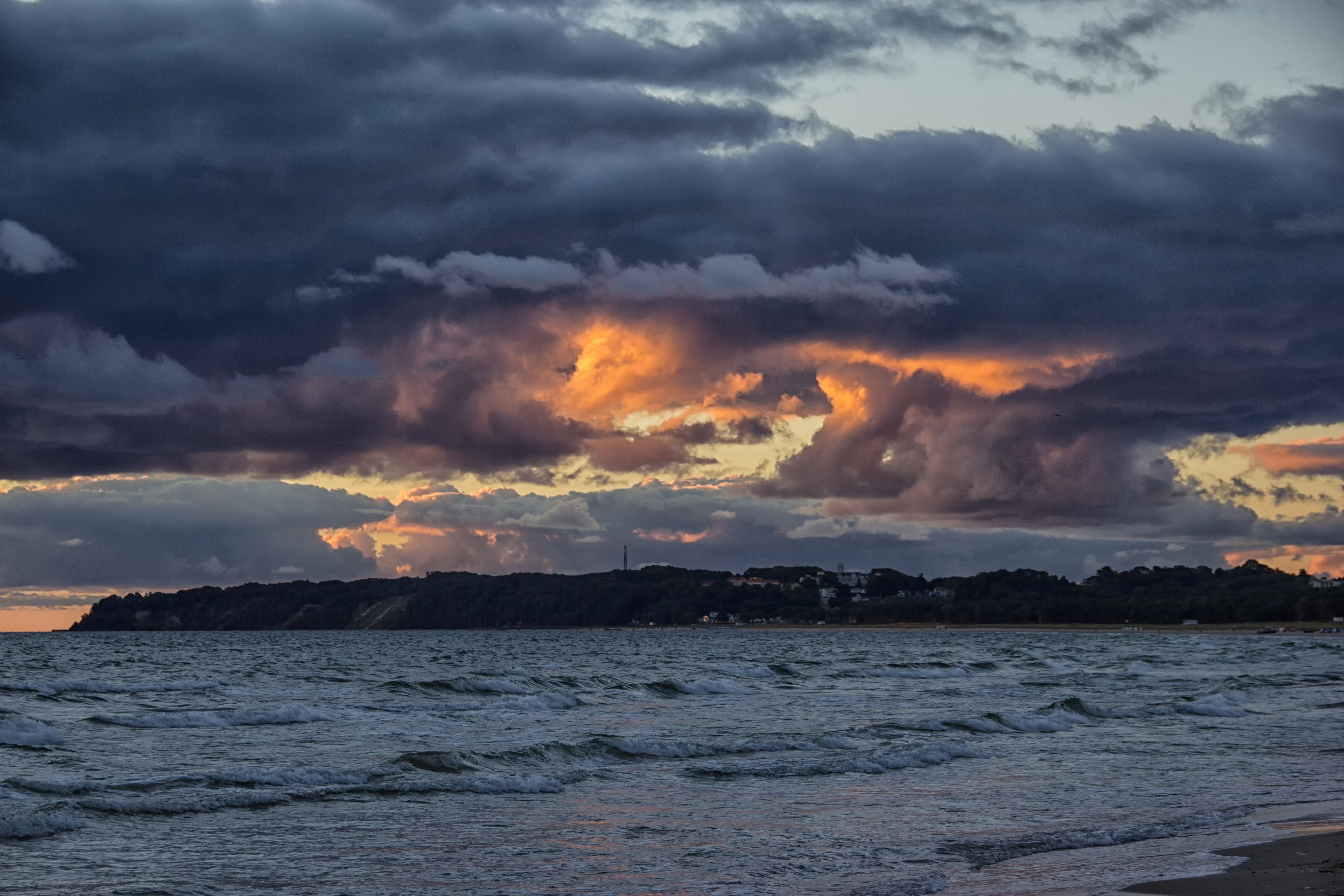
Das Nordperd an der Boddenrandschwelle (2015)

Die Boddenrandschwelle ist der untermeerische Rest eines Endmoränenrückens. Sie stellt das morphogenetische Bindeglied zwischen den Inseln Rügen und Usedom sowie dem Ruden und der Greifswalder Oie dar. Die Oie auf dem östlichen Vorsprung der Boddenschwelle und der Ruden auf ihrem südlichen Ende sind das Ergebnis von Abtragungs- und Anlandungsprozessen.
Die durchschnittliche Wassertiefe in diesem Gebiet beträgt 1,5 bis 2,5 Meter. Zum Bodden im Westen hin nimmt die Wassertiefe nur allmählich zu, während sie zur Pommerschen Bucht im Osten in relativ kurzem Abstand mehr als 10 Meter erreicht.
Die Boddenrandschwelle nimmt eine Schlüsselposition für den Wasseraustausch zwischen Greifswalder Bodden und Ostsee ein. Sie macht den Bodden zu einem überwiegend von der Ostsee abgeschlossenen Teilwasserkörper. Ein ungehinderter Einstrom von Ostseewasser in den Bodden erfolgt nur bei Hochwasser, das im Wesentlichen durch die Windverhältnisse hervorgerufen wird.
Im Norden und Süden der Boddenrandschwelle befinden sich Untiefenrinnen. Das zwischen dem Peenemünder Haken vor der Nordspitze der Insel Usedom und dem Ruden verlaufende etwa 5 bis 6 Meter tiefe und 2,5 Kilometer lange Osttief ("Ostertief", früher auch "Altes Tief") stellt eine Fortsetzung der Peenestromrinne dar. Vor der westlichen Seite des Rudens lag das „Westtief“ („Westertief“, früher auch „Neues Tief“), das in den Kriegen der frühen Neuzeit durch Schiffsversenkungen unbrauchbar gemacht wurde und in der Folge versandete. Dafür bildete sich im 18. Jahrhundert westlich davon das Landtief südlich des Thiessower Hakens direkt vor dem Mönchgut, mitunter ebenfalls als Neues Tief bezeichnet. Es ist etwa 2,8 Kilometer lang, 60 Meter breit, 5 Meter tief und bildet neben dem Osttief heute den zweiten nördlichen Zugang zum Bodden. Beide Rinnen versandeten mehrmals in der Vergangenheit. Zur Gewährleistung der Nutzung als Seewasserstraße – das Landtief musste nach dem Zweiten Weltkrieg zeitweise für die Handelsschifffahrt gesperrt werden – müssen die Rinnen wiederholt ausgebaggert werden.

## Infrastruktur
Durch die Boddenschwelle verläuft die Pipeline von Nord Stream nach Lubmin.

## Fauna-Flora-Habitat-Gebiet
Die Boddenrandschwelle ist durch ausgedehnte ständig schwach von der Ostsee überspülte Sandbänke mit eingelagerten Riffstrukturen gekennzeichnet. Als Bestandteil der wichtigsten Überwinterungs- und Nahrungsgebiete des Ostseeraums kommen ihr entscheidende hydrografische Schutzfunktionen zu. Daher wurde sie 2007 als marines FFH-Gebiet Greifswalder Boddenrandschwelle und Teile der Pommerschen Bucht gemeldet. Das FFH-Gebiet mit der Gebietsnummer 1749-302 hat eine Gesamtfläche von 39.872 ha und erstreckt sich von der Boddenrandschwelle des Greifswalder Boddens nach Osten und schließt an das FFH-Gebiet Pommersche Bucht mit Oderbank in der ausschließlichen Wirtschaftszone an.
Geschützt werden die Lebensraumtypen:
- 1110 Sandbänke mit nur schwacher ständiger Überspülung durch Meerwasser
- 1170 Riffe

Geschützt werden die Anhang-II-Arten: Kegelrobbe, Fischotter, Seehund, Schweinswal, Baltischer Stör, Finte, Flussneunauge und Meerneunauge.